# Злочин из мржње
Злочини из мржње (познати и као злочини мотивисани предрасудама) је у кривичном праву назив за злочине у којима починилац напада жртву због њене стварне или претпостављене припадности одређеној друштвеној групи. Жртве злочина из мржње су обично предмет напада због њихове расе, религије, сексуалне оријентације, инвалидитета, класе, етничке припадности, националности, старости, пола, родног идентитета, друштвеног статуса или политичке припадности.
Злочин из мржње је правна категорија и користи се како би се описало насиље мотивисано предрасудама: „напад, повреда и убиство који су мотивисани одређеним личним карактеристикама: изгледом, бојом коже, националношћу, различитим језиком, различитом вероисповешћу“.
Термин злочин из мржње се углавном односи на кривична дела за која се сматра да су мотивисана мржњом или предрасудама против једне или више горенаведених категорија. Овде се убрајају физички напад, оштећење имовине, малтретирање, узнемиравање, вербално злостављање или увреде, као и писање увредљивих графита или писама (пошта мржње).
Закони против злочина из мржње имају за циљ да спрече овакво насиље. Ови закони се разликују од закона против говора мржње због тога што закони против злочина из мржње само повећавају казне за дела која су већ кажњива по другим законима, док закони против говора мржње криминализују говор.